# Anna Sewell
Anna Sewell, angleška pisateljica, * 30. marec 1820, Great Yarmouth, Norfolk, Anglija, † 25. april 1878, Old Catton, Norfolk, Anglija. Najbolj znana je po svojem romanu Črni lepotec (1877), enem izmed najbolj prodajanih mladinskih romanov vseh časov. 

## Življenje
Anna Sewell se je rodila v angleškem mestecu Great Yarmouth v grofiji Norfolk v vzhodni Angliji. Njen oče je bil Isaac Phillip Sewell, mati pa Mary Wright Sewell, uspešna avtorica knjig za otroke. Anna je imela tudi dve leti mlajšega brata Philipa. Anna in Philip sta se izobraževala doma zaradi pomanjkanja denarja, njuna učiteljica je bila njuna mati. Anna se je po zaslugi matere seznanila z glasbo, slikarstvom, poezijo. 
Leta 1822 se je družina preselila v Dalston, London. Njihovo življenje je bilo težko, saj je očetov posel propadel. Otroka sta bila večkrat poslana k Maryjinim staršem v Buxton. 
Leta 1824 si je Anna huje poškodovala oba gležnja. Do konca življenja je imela težave, saj ni mogla hoditi in stati. Za večjo mobilnost je uporabljala kočije z vpreženimi konji. To je pripomoglo k njeni veliki ljubezni do konj in skrbi za ravnanje z živalmi. Ko je dopolnila dvanajst let, se je družina preselila v Stoke Newington, Anna pa je prvič šla v šolo. 
Kasneje je Anna pomagala materi z urejanjem njenih del. Tako se je seznanila s pisateljevanjem. Skupaj sta se zavzemali za odpravo abolicionizma.  
Leta 1845 se je družina preselila v Lancing, zdravstveno stanje Anne pa se je začelo slabšati, zato je poiskala zdravniško pomoč tudi v Evropi. Tam je srečala veliko pisateljev, umetnikov, 
Leta 1866 se je Anna preselila k bratu Philipu v Old Catton, da mu je pomagala skrbeti za njegovih sedem otrok, saj je bratova žena umrla. Ko je živela pri bratu, je začela z ustvarjanjem Črnega lepotca med leti 1871 in 1877. V tem času je bila precej šibka, pisanje pa je bil zanjo pretežek izziv. Narekovala je tekst svoji materi, ona pa je pisala po nareku hčere.  
Anna se ni nikoli poročila in ni imela otrok.   
Njene zdravstvene težave so se v zadnjih dveh letih njenega življenja le še stopnjevale. Priklenjena je bila na posteljo. Umrla je za hepatitisom oziroma tuberkulozo v hudih mukah. Pokopana je bila na pokopališču Quaker v Buxtonu, Norfolk v bližini mesta Norwich. Njena rojstna hiša v Great Yarmouthu je sedaj muzej. 

## Delo
Njeno edino delo, roman Črni lepotec velja za klasično delo mladinske književnosti, sprva pa je bil namenjen ljudem, ki delajo s konji. 
Sewellova je prodala roman založbi Jarrold & Sons, ko je bila stara 57 let. Za roman je dobila plačilo ₤40, delo je bilo objavljeno še istega leta. Anna žal ni doživela, kakšen vpliv je imel njen roman na bralstvo po svetu, saj je čez pet mesecev umrla. 
Delo je prevedeno v različne jezike, nastale pa so tudi filmske predloge in televizijske serije ter celo gledališke priredbe. Kot je Anna pričakovala, se je roman dotaknil borcev proti mučenju živali.